# スィグルダ

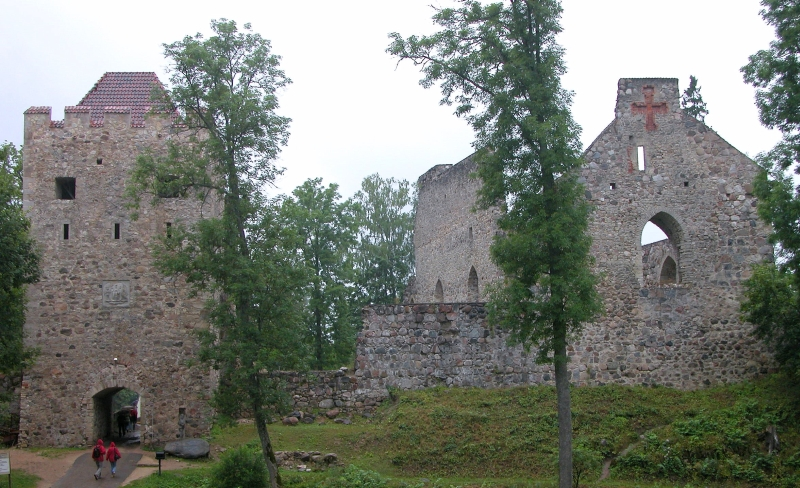
スィグルダ城跡

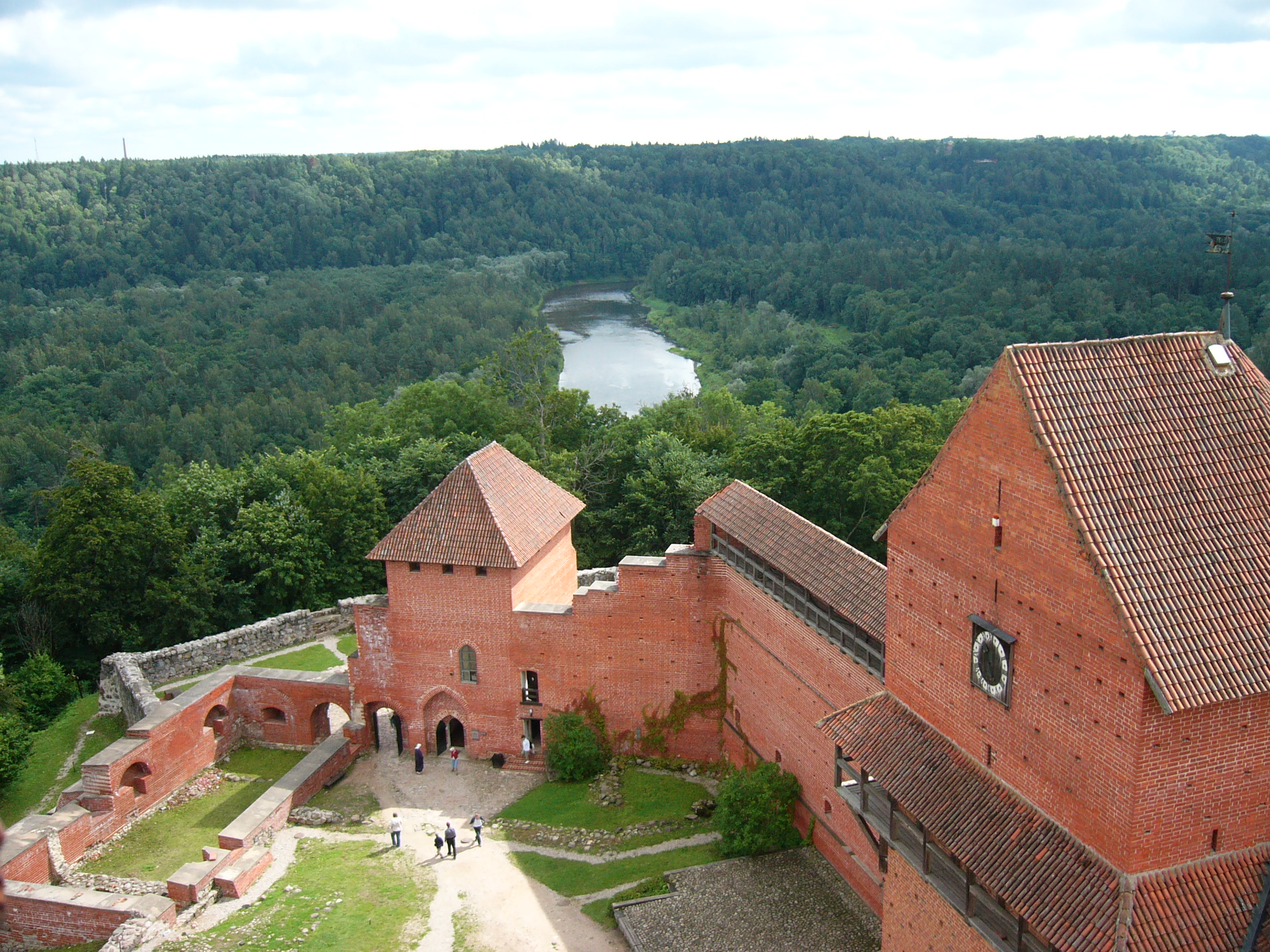
トゥライダ城

スィグルダ（Sigulda）は、ラトビアの都市。

## 地理
ガウヤ川の沿岸に位置しており、首都リガからは約50キロメートル北東にある。周辺地域はガウヤ国立公園に指定されており、市内のグートゥマニャ洞穴はラトビア最大の洞穴である。

## 歴史
1207年、リヴォニア帯剣騎士団によって城が建設された。1268年にはリガ大司教のアルベルト（Albert Suerbeer）が騎士団にとらえられ、スィグルダ城に幽閉された記録が残されている。
2007年には創設800年を記念した式典が行われた。